# تارا اکسپدیشن
تارا اکسپدیشن (به انگلیسی: Tara expedition) یک کشتی است که طول آن ۳۶ متر (۱۱۸ فوت) می‌باشد. این کشتی در سال ۱۹۸۹ ساخته شد.